# Badacsonyi borvidék
A Badacsonyi borvidék a Dunántúl közepén, a Balaton északi partjának nyugati részén, a Badacsony környékén található, amely a Balaton-felvidék földrajzi tájegység legnagyobb bazaltsapkás deflációs tanúhegye. A Badacsonyi Borvidék a Badacsony Hegyközség, a Badacsonyi Borfalvak Hegyközség, a Káptalantóti-Csobánc Hegyközség és a Szent György-hegy Hegyközség társulásaiból áll.

## Története
Már a római korban is termesztettek szőlőt. Ismert egy rendelet, amelyet Domitianus római császár adott ki, mivel az egyik évben bőséges szőlő-, de nagyon gyenge gabonatermés volt és Pannonia provinciában is megtiltotta az újabb szőlőtelepítéseket, elrendelte, hogy a meglévő szőlők felét pusztítsák ki és termesszenek helyette gabonát. Probus római császár hivatalosan feloldotta a szőlőtelepítési tilalmat és meghagyta, hogy katonái békeidőben szőlőtelepítéssel és földműveléssel foglalkozzanak a birodalom minden területén.  A középkorban az ültetvények nagy része egyházi tulajdonban volt. A badacsonyi ürmös a 18–19. században a tokaji aszúhoz hasonló hírnévre tett szert. A 18. századtól kezdve számos főrangú magyarországi család versengett itt szőlőbirtokért és ma is megtalálhatóak a borpincéik: Malatinszky-kúria, Ibos-kúria, Kisfaludy-ház, Szegedy Róza-ház, Lessner borház, Esterházy- és Tarányi-présház.
A filoxéra-járvány utáni rekonstrukció során támfalakat építettek, hogy megakadályozzák a talaj erózióját és technológiai újításokat vezettek be. Új szőlőfajták is kerültek a területre. Szerzetesek telepítették be Franciaországból a Pinot grist, amely a talaj különleges adottságai folytán egy jellegzetes helyi fajtává, Szürkebaráttá alakult, amely jó évjáratokban aszúsodik.

## A borvidék jellemzői
A történelmi borvidék leghíresebb szőlőhegye a 438 m magas Badacsony-hegy, a vele megközelítően egyforma magas Szent György-hegy (414 m), továbbá a Szigliget-hegy és Kisörs-hegy.
Talaja bazalt alapon pannonagyag, pannonhomok, lösz. A könnyen málló vulkanikus kőzetből és a permi homokkő vörös málladéktakarójából felszabaduló mikroelemek is hozzájárulnak a csak ezt a borvidéket jellemző borminőség kialakulásához. Éghajlata enyhe, kiegyenlített, magas páratartalommal. A Balaton közelsége miatt a déli lejtők a vízfelületről visszaverődő napfényt is élvezhetik, így nagyon kedvező mikroklíma alakult ki, mely természetes csemegebor készítésére ad lehetőséget.
A borvidékhez a következő települések szőlőkataszter szerint I. és II. osztályú határrészei tartoznak: Ábrahámhegy, Badacsonytomaj, Badacsonytördemic, Balatonrendes, Balatonszepezd, Diszel, Gyulakeszi, Hegymagas, Káptalantóti, Kisapáti, Kővágóörs, Nemesgulács, Raposka, Révfülöp, Salföld, Szigliget, Tapolca.

### Termesztett szőlőfajták

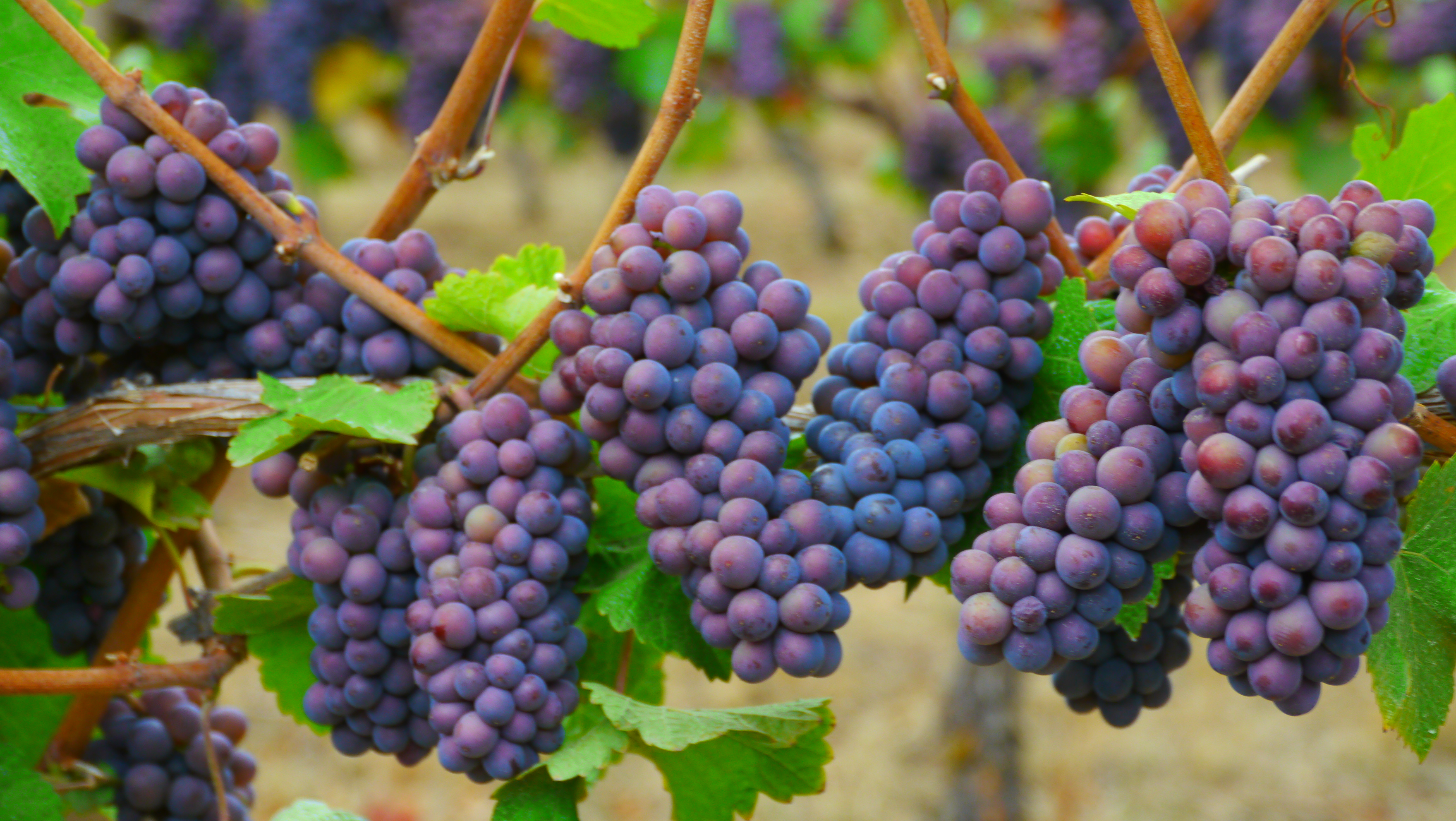
A szürkebarát, azaz a pinot gris szőlő fürtjei, a pinot noir francia eredetű, világfajta borszőlő mutációja

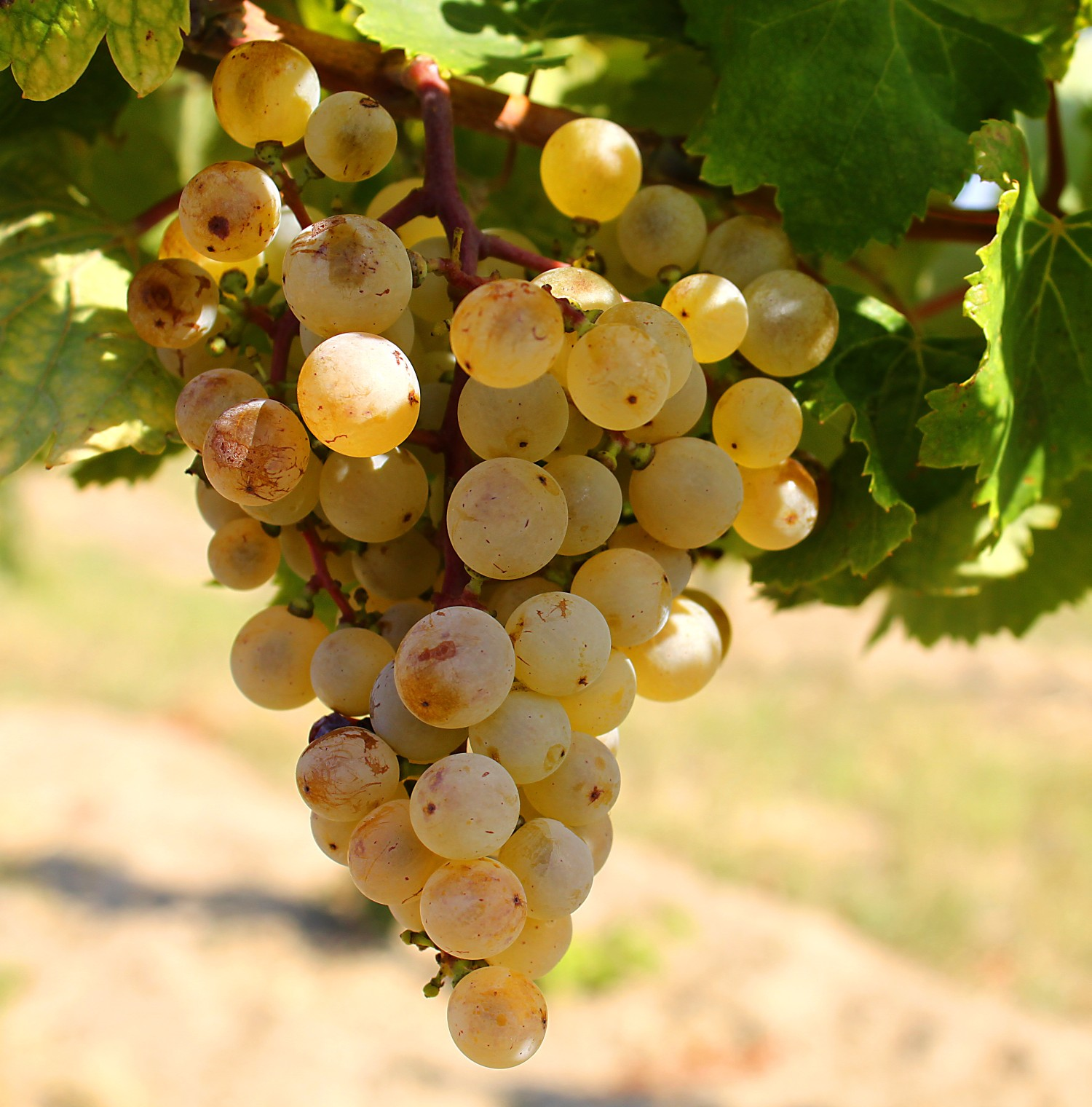
Kéknyelű szőlőfürt, ősi magyar eredetű fajta, amely a Badacsonyi borvidék különlegessége

- A legnagyobb mennyiségben Olaszrizling terem, amelyet jó évjáratokban hosszabban érlelnek a tőkén és szemelt rizlingként hoznak forgalomba.
- Nagyobb termőterületen található meg a franciaországi eredetű szőlőfajta a Szürkebarát. Káloczi Kálmán a Balaton Világörökségéért Alapítvány kurátora a Szürkebarát bor elnevezéséről című írásában megjegyzi, hogy „A borászatok  közül  sokan, borismertetőikben a szürkebarát nevét a cseri barátokkal, mint szürke csuhát viselő szerzetesekkel hozzák összefüggésbe az elnevezést”. Ezt a téves tézist helyesbítve rámutat, hogy a badacsonyi Esterházy szőlőbirtok volt  az 1930-as években a Balaton-felvidék legnagyobb szőlőbirtoka és a Pálos rend Magyarországra való visszatértével egy időben (Több sikertelen kísérlet után lengyel pálosok segítségével 1934-ben Budán birtokba vehették a Gellért-hegyi Sziklatemplomot), Rájuk hivatkozva Krassay Vilmos az Esterházy  Hitbizomány badacsonyi szőlőbirtokának intézője adta a  bornak a »Szürkebarát« nevet.[11]

–hol van az éj, amikor még vígan szürkebarátot

ittak a fürge barátok a szépszemü karcsu pohárból?
- Szintén nagy termőterületet foglal el a Tramini, Muscat Ottonel, Rajnai rizling és a Chardonnay is.
- A vidék régebbi jellemző bora volt a Kéknyelű, amely a nyolcvanas évek fagykárainak következtében erősen visszaszorult, ma azonban reneszánszát éli és a közeljövőben ismét Badacsony emblematikus tájfajtája lesz. 2002 óta a NAIK Szőlészeti és Borászati Kutatóintézet a Vinum Vulcanum Badacsonyi Bor lovagrenddel közösen minden évben megrendezi a Kéknyelű Virágzás Ünnepét.[14]

## Borházak és pincészetek
- Balaton-környéki borosgazdák
- Balatonedericsi Pinceszövetkezet
- BioVitis Pincészet (Badacsony)
- Blaskovics Pince
- Borbarátok Pincészet

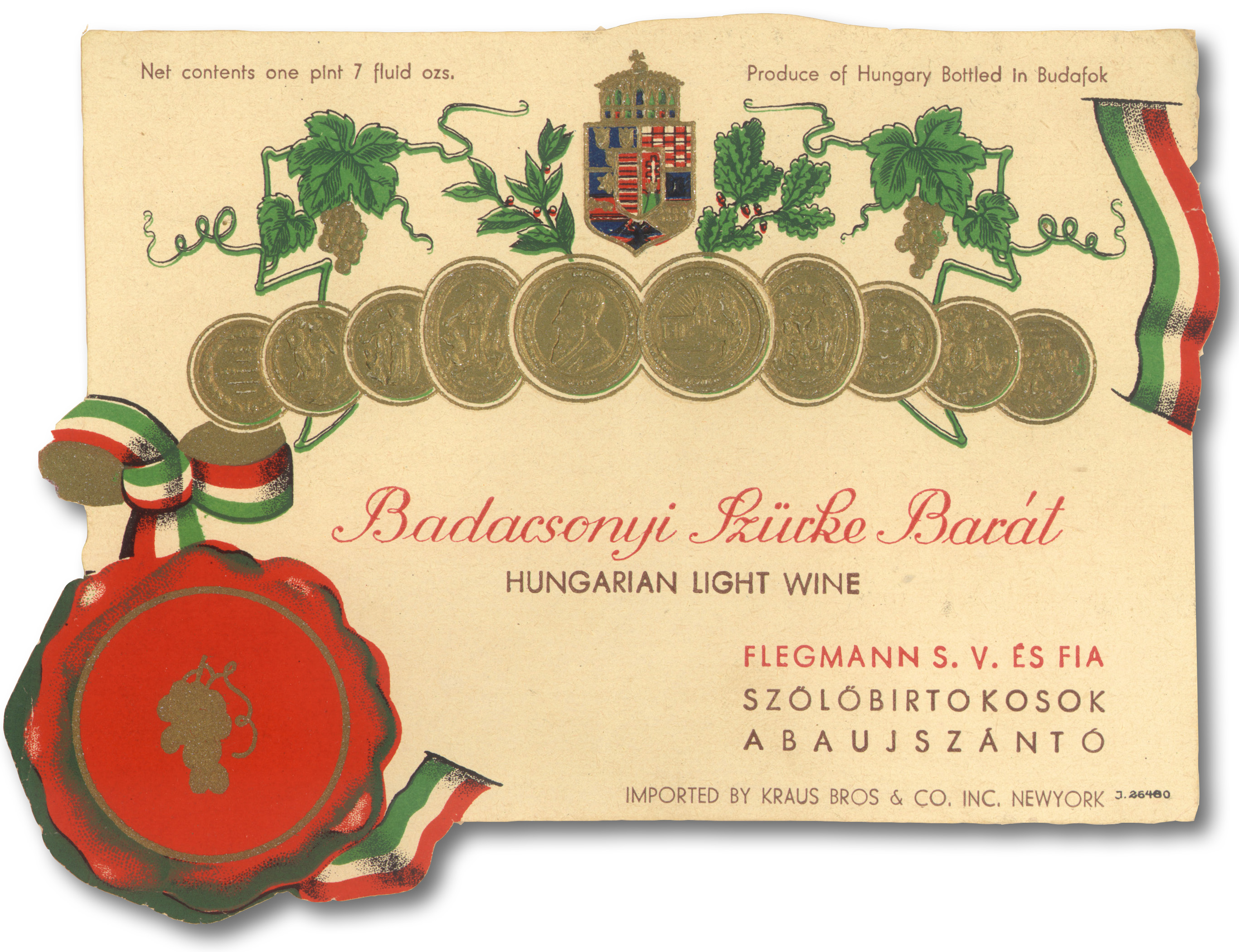
Badacsonyi export bor címkéje - 1908.

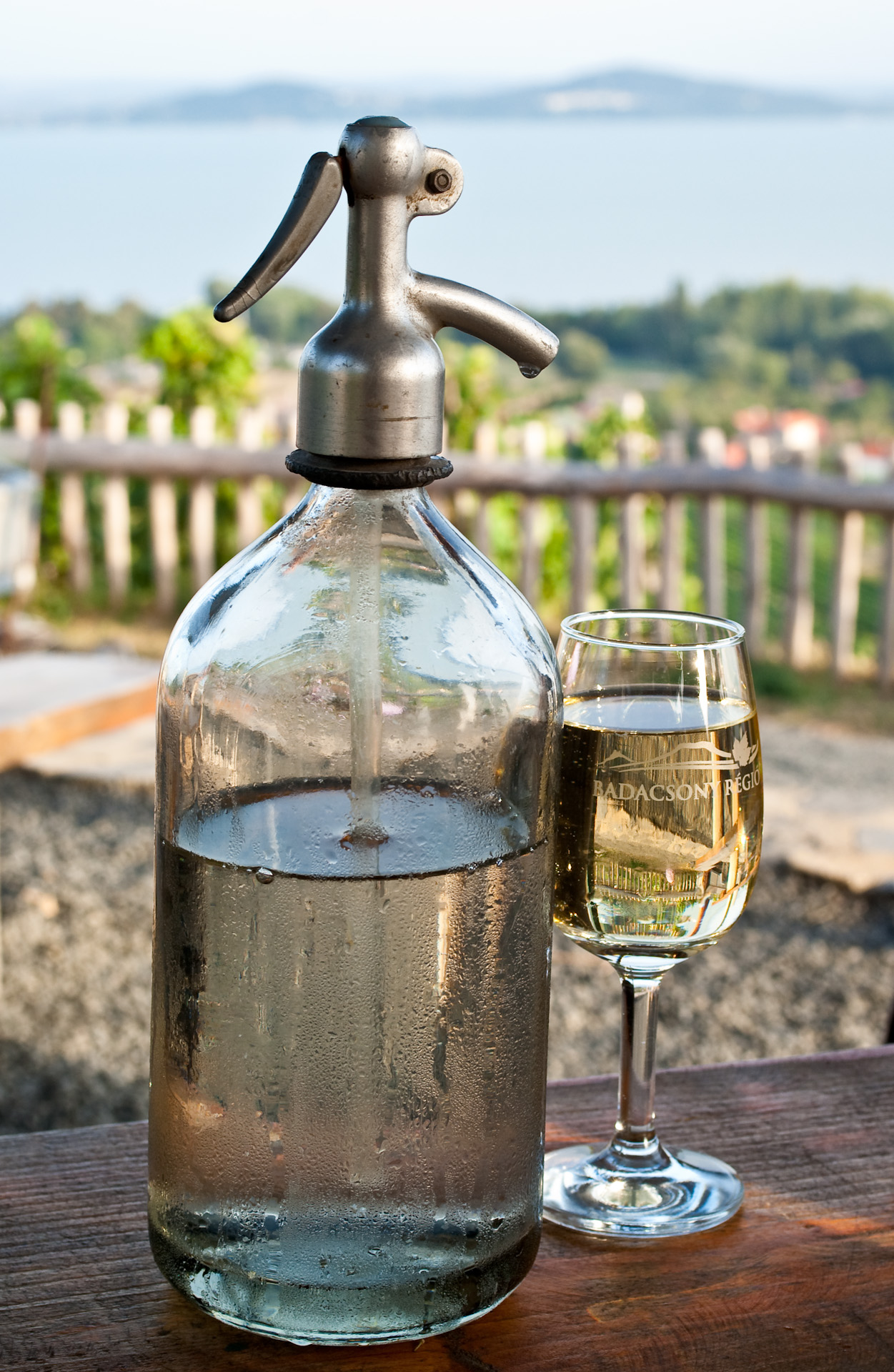
Badacsony régió

- Borbély Családi Pincészet (Badacsony)
- Csanádi Pincészet
- Csobánci Bormanufarktúra [15]
- Domaine Edegger (Badacsony)
- Első Magyar Borház – Szeremley Birtok Kft.
- Folly Arborétum és Borászat
- Gilvesy Pincészet
- Horváth Pince
- Trio Pince
- Imre Borpince
- Istvándy pincészet
- Killer Pincészet, Szent György-hegy [16]
- Kutasy Pince (Badacsony)
- Kuti Pincészet
- Laposa Birtok
- Orbán Pincészet
- Pátzay Borászat
- Rózsakő Borpince
- Sabar Borház
- Samu Pincészet
- Sipos Borház
- Szent Antal Pince (Szigliget)
- Málik Pince
- Németh Pince
- Nyári Pince
- Sipos Borház (Badacsonyörs)
- Szakálvin Kft.
- Szászi Pince – Hegymagas – Bioborok
- Szent Orbán Borház és étterem (Szeremley)
- Varga Pincészet
- Váli bor
- Szent György-hegyi Kőkapu pincészet